# Maurice Hamy
Maurice Théodore Adolphe Hamy (Boulogne-sur-Mer, 31 de outubro de 1861 — Paris, 9 de abril de 1936) foi um astrônomo francês.
Obteve o doutorado em ciências em 1887 na Faculté des sciences de Paris, com a tese Étude sur la figure des corps célestes). Foi eleito membro da Academia de Ciências da França em 1908, substituíndo Pierre Janssen, da qual foi presidente em 1928. Foi também membro do Bureau des Longitudes.
Participou da criação do Instituto de Óptica Teórica e Aplicada, atual École supérieure d'optique.
Sobrinho de Ernest Hamy.